# Mid-Michigan Great Lakers
I Mid-Michigan Great Lakers sono stati una franchigia di pallacanestro della GBA, con sede a Saginaw, nel Michigan, attivi dal 1991 al 1992.
Perserro in semifinale per 4-3 nei play-off nel 1991-92 con i Music City Jammers. Scomparvero dopo il fallimento della lega.

## Stagioni
| Stagione | Lega | Denominazione             | V  | P  | %    | Piazzamento | Play-off   |
| -------- | ---- | ------------------------- | -- | -- | ---- | ----------- | ---------- |
| 1991-92  | GBA  | Mid-Michigan Great Lakers | 42 | 22 | 65,6 | 1º          | Semifinale |
| 1992-93  | GBA  | Mid-Michigan Great Lakers | 6  | 9  | 40,0 | 5º          | -          |